# WS-MetadataExchange
A WS-MetaDataExchange egy Webszolgáltatás protokoll specifikáció, melyet a BEA Systems, IBM, Microsoft, és SAP adott ki. A WS-MetaDataExchange része a  WS-Federation irányvonalnak, és arra tervezték, hogy együttműködjön a WS-Addressing, WSDL és WS-Policy-el, hogy lehetővé tegye a metaadat lekérdezését a webszolgáltatás végponttól.
SOAP üzeneteket használ a metaadat lekérésekhez és így tovább megy az alap technikán, amely egyszerűen csak a ?wsdl hozzárakását jelentette a szolgáltatás név URL-jéhez.

## Fordítás
Ez a szócikk részben vagy egészben  a   WS-MetaDataExchange című angol Wikipédia-szócikk fordításán alapul.  Az eredeti cikk szerkesztőit annak laptörténete sorolja fel. Ez a jelzés csupán a megfogalmazás eredetét és a szerzői jogokat jelzi, nem szolgál a cikkben szereplő információk forrásmegjelöléseként.